# Louvigné-du-Désert
 Louvigné-du-Désert  es una población y comuna francesa, situada en la región de Bretaña, departamento de Ille y Vilaine, en el distrito de Fougères y cantón de Louvigné-du-Désert.

## Demografía
| 3880 | 3983 | 4298 | 4445 | 4260 | 4034 |
| Para los censos de 1962 a 1999 la población legal corresponde a la población sin duplicidades (Fuente: INSEE [Consultar]) |      |      |      |      |      |